# Barthold von Ditfurth
Barthold Burchard Bernhard Busso Hoimar von Ditfurth (né le 2 novembre 1826 à Trèves et mort le 17 juin 1902 à Berlin) est un général d'infanterie prussien.

## Biographie

### Origine
Il est le fils du général d'infanterie prussien Wilhelm von Ditfurth (1780-1855) de la famille von Ditfurth et de son épouse Florentine, née von Brederlow (1789-1870).

### Carrière militaire
Ditfurth est élevé dans la maison familiale. Il s'engage le 29 juillet 1844 comme cadet dans le 1er régiment à pied de la Garde de l'armée prussienne et reçoit le caractère de lieutenant en juin 1846. À ce titre, il participe à la répression des combats de rue à Berlin (de) en 1848. Par brevet du 21 juin 1846, Ditfurth est promu au rang de lieutenant le 22 août 1848. De mai 1849 à fin décembre 1850, il est commandé au 3e bataillon du 3e régiment de la Garde de la Landwehr. Pour poursuivre sa formation, Ditfurth suit l'école générale de guerre pendant trois ans à partir d'octobre 1851 et est muté le 23 juin 1855 en tant que premier lieutenant au bataillon de tirailleurs de la Garde (de). Il est ensuite commandé au Bureau topographique de juin 1856 à fin février 1859 et est promu capitaine le 31 mai 1859. Le 7 juin 1860, il est commandé au 2e régiment de grenadiers de la Garde et le 1er juillet 1860, il est transféré dans ce régiment. À partir du 19 septembre 1860, Ditfurth est chef de la 12e compagnie, qu'il dirige pendant la guerre contre l'Autriche à la bataille d'Alt-Rognitz (de) et à la bataille de Sadowa. Pour sa conduite lors de cette bataille, il est décoré le 20 septembre 1866 de l'ordre de l'Aigle rouge de 4e classe avec épées.
Après l'accord de paix, Ditfurth est promu major à Erfurt et rejoint l'état-major de la 8e division d'infanterie. Sous le poste à la suite de l'état-major général, il est nommé directeur de l'école de guerre d'Erfurt le 21 janvier 1868. Au début de la guerre contre la France, fin juillet 1870, Ditfurth est nommé chef d'état-major général de l'Inspection d'étape de la 1re armée (de). À ce titre, il participe au siège de Metz et à la bataille de Hallue et reçoit la croix de fer de 2e classe. En avril, peu avant la fin de la guerre, Ditfurth reprend son poste de directeur de l'école de guerre d'Erfurt et est promu lieutenant-colonel le 18 août 1871. Du 28 décembre 1872 au 15 août 1873, il commande le bataillon du 58e régiment d'infanterie (pl) et est ensuite chargé de commander le régiment d'infanterie de Posen n ° 59 en tant que commandant à la suite. Après avoir été promu colonel le 2 septembre 1873, Ditfurth est nommé commandant de régiment le 14 février 1874. Dès le 6 avril 1874, il est rappelé de ce poste et nommé commandant de la maison des cadets de Berlin. Ensuite, du 3 août 1876 au 27 novembre 1879, il est affecté au commandement du 93e régiment d'infanterie à Dessau. Sous la position à la suite de ce régiment, Ditfurth se voit alors attribuer le commandement de la 57e brigade d'infanterie à Fribourg-en-Brisgau. Avec la promotion au grade de major général, il devient commandant de cette brigade le 11 décembre 1879. Il devient ensuite lieutenant général et est muté à Francfort-sur-l'Oder en tant que commandant de la 5e division d'infanterie. Pendant son service, Ditfurth est nommé chevalier de l'ordre de Saint-Jean et décoré de l'ordre de la Couronne de 1re classe le 5 mai 1888. Le 12 juillet 1888, il est mis à la retraite avec le titre de général d'infanterie. Guillaume II lui rend hommage après son départ le 22 mars 1897 en lui décernant l'ordre de l'Aigle rouge de 1re classe avec feuilles de chêne et épées.

### Famille
Ditfurth se marie le 21 novembre 1867 à Erfurt avec Helene von Kleist (1844-1920) de la branche de Damen. Le mariage reste sans enfant. Il adopte donc Sigismund von Kleist (né le 24 avril 1874 et mort le 5 août 1939). Il obtient le 24 avril 1887 l'autorisation d'unir son nom sous la forme "von Kleist-Ditfurth".